# آب‌انبار حسین‌آباد
آب‌انبار حسین‌آباد ، اثری است مربوط به دوره قاجاریه که در شهرستان فردوس ،دهستان حومه، روستای حسین‌آباد واقع شده‌است.
این اثر در تاریخ ۱ آذر ۱۳۸۸ با شمارهٔ ثبت ۲۸۱۲۳ به‌عنوان یکی از آثار ملی ایران به ثبت رسیده است.